# Joan Ayats i Presas
Joan Ayats i Presas (Tordera, 18 de setembre de 1964) és un antic jugador d'hoquei sobre patins català de les dècades de 1980 i 1990.

## Trajectòria
Debutà a Divisió d'Honor amb el CP Tordera l'any 1980. Després jugà vuit temporades al FC Barcelona, quatre a l'Igualada HC, retirant-se al Tordera el 1999. En el seu palmarès destaquen 25 grans títols.
Jugà amb la selecció espanyola entre 1983 i 1993, amb 131 partits disputats, guanyant un europeu i un mundial. Va ser el capità de la selecció olímpica de 1992.

## Palmarès
FC Barcelona
- Copa d'Europa:
  - 1983-84, 1984-85
- Recopa d'Europa:
  - 1986-87
- Supercopa d'Europa:
  - 1983-84, 1984-85
- Lliga espanyola:
  - 1983-84, 1984-85
- Copa espanyola:
  - 1985, 1986, 1987

Igualada HC
- Copa d'Europa:
  - 1992-93, 1993-94, 1994-95
- Supercopa d'Europa:
  - 1993-94, 1994-95
- Lliga espanyola:
  - 1991-92, 1993-94, 1994-95
- Copa espanyola:
  - 1992, 1993
- Lliga catalana:
  - 1991-92, 1992-93, 1993-94

Espanya
- Campionat del Món:
  - 1989
- Campionat d'Europa:
  - 1983